# Microsoft India
A Microsoft India az amerikai Microsoft Corporation szoftvercég indiai leányvállalata, amelynek székhelye Haidarábádban található. A vállalat 2002-ben lépett be az indiai piacra, és azóta szorosan együttműködik az indiai kormánnyal. A Microsoft jelenleg 10 indiai városban rendelkezik irodával: Ahmadábád, Bengaluru, Csennai, Haidarábád, Kolkata, Mumbai, az NCR régió (Újdelhi, Noida és Gurugrám), valamint Púne.
A Haidarábádban található Microsoft India Development Center a Microsoft legnagyobb szoftverfejlesztési központja a washingtoni Redmondban lévő központjukon kívül.

## Fordítás
Ez a szócikk részben vagy egészben  a   Microsoft India című angol Wikipédia-szócikk ezen változatának fordításán alapul.  Az eredeti cikk szerkesztőit annak laptörténete sorolja fel. Ez a jelzés csupán a megfogalmazás eredetét és a szerzői jogokat jelzi, nem szolgál a cikkben szereplő információk forrásmegjelöléseként.